# 向原 (板橋區)
向原（日语：／ Mukaihara */?）是東京都板橋區的町名。現行行政地名為向原一丁目〜三丁目。
板橋區全域已實施住居表示。

## 地理
位於板橋區南部南端。北臨小茂根、大谷口北町，東接大谷口，南連豐島區長崎，西通練馬區小竹町。地下鐵東西貫穿町域中部。町域東部為向原一丁目，南部為二丁目，北部為三丁目。

## 歷史
新編武藏風土記稿中為上板橋村小名。1932年（昭和7年）為板橋區向原町，1965年（昭和40年）成立向原一～三丁目。

### 地名由來
一般認為是指平坦地，但詳細由來已不可考。

## 交通

### 鐵道
- 東京地下鐵
  - 副都心線：小竹向原站－全列車停車。
    - 北上：和光市方向，直通運轉至東武東上線森林公園站。
    - 南下：池袋、新宿三丁目、澀谷方向，經東急東橫線直通運轉至橫濱高速鐵道港未來21線元町、中華街站。

  - 有樂町線：小竹向原站－全列車停車。
    - 北行：和光市方向，直通運轉至東武東上線森林公園站。
    - 南行：池袋、有樂町、新木場方向
- 西武鐵道
  - 西武有樂町線：小竹向原站－全列車停車。
    - 下行：練馬方向，直通運轉至西武池袋線飯能站。
- 小竹向原站所在地為練馬區小竹町二丁目，東側的3號、4號出口在向原町內。

### 巴士
- 國際興業巴士（日语：国際興業バス）　※省略出入庫的區間運行系統。
  - 板橋高校入口
    - 池05：往池袋站西口、往日大醫院

### 道路
- 東京都道420號鮫洲大山線（日语：東京都道420号鮫洲大山線）
- 東京都道441號池袋谷原線（要町通）：町域內有向原隧道（向原トンネル）。

## 設施
- 板橋區立向原小學校（二丁目）
- 板橋區立向原中學校（三丁目）
- 向原保育園（一丁目）
- 板橋向原幼稚園（二丁目）
- 大谷口地域中心向原會廳（大谷口地域センター向原ホール）
- 都營向原團地
- 都營板橋向原一丁目公寓

## 備註
1. ↑  住民基本台帳による町丁目別世帯数及び人口表-東京都板橋区
2. ↑  『角川日本地名大辞典 13 東京都』，角川書店，1991年再版，P795
3. ↑  『いたばしの地名』板橋区教育委員会，1995年，P189-190